# Made in Europe
Made in Europe — живий альбом англійської групи Deep Purple, який був випущений у жовтні 1976 року.

## Композиції
1. Burn — 7:32
2. Mistreated — 11:32
3. Lady Double Dealer — 4:15
4. You Fool No One — 16:42
5. Stormbringer — 5:38

## Склад
- Девід Ковердейл — вокал
- Рітчі Блекмор — гітара
- Джон Лорд — клавішні
- Гленн Х'юз — бас-гітара
- Іан Пейс — ударні